# سيلفي هينروتين جولي
سيلفي هينروتين جولي (بالفرنسية: Sylvie Joly)‏ هي محامية وممثلة فرنسية، ولدت في 18 أكتوبر 1934 بباريس في فرنسا، وتوفيت بنفس المكان في 3 سبتمبر 2015 بسبب توقف القلب.

## أعمال

### أفلام
- (1978) أخرج مناديلك
- (1988) مواسم السرور

## وصلات خارجية
- سيلفي هينروتين جولي على موقع IMDb (الإنجليزية)
- سيلفي هينروتين جولي على موقع روتن توميتوز (الإنجليزية)
- سيلفي هينروتين جولي على موقع ألو سيني (الفرنسية)
- سيلفي هينروتين جولي على موقع ميوزك برينز (الإنجليزية)
- سيلفي هينروتين جولي على موقع أول موفي (الإنجليزية)
- سيلفي هينروتين جولي على موقع قاعدة بيانات الأفلام السويدية (السويدية)
- سيلفي هينروتين جولي على موقع ديسكوغز (الإنجليزية)
- سيلفي هينروتين جولي على موقع قاعدة بيانات الفيلم (الإنجليزية)
- سيلفي هينروتين جولي على موقع كينوبويسك (الروسية)